# Възнесение Господне (Живойно)
„Възнесение Господне/Христово“ или „Свети Спас“ (на македонска литературна норма: „Свето Вознесение“, „Свети Спас“) е възрожденска църква в битолското село Живойно, част от Преспанско-Пелагонийската епархия на Македонската православна църква – Охридска архиепископия.
Църквата е гробищен храм, разположен в североизточната част на селото. Изградена е в 1885 година. Църквата е изписана и обогатена с икони и книги. Зидана е от камък, засводена с полукръгъл свод, еднокорабна с вход от южната страна. Селяните веднага след Втората световна война я обновяват, а в 1990 година повторно я реновират.